# Поташевская (Верхопаденьгское сельское поселение)
Поташевская — нежилая деревня в Шенкурском районе Архангельской области. Входит в состав муниципального образования «Верхопаденьгское».

## География
Деревня расположена в южной части Архангельской области, в таёжной зоне, в пределах северной части Русской равнины, в 77 километрах на юг от города Шенкурска, на левом берегу реки Паденьга, притока Ваги. Ближайшие населённые пункты: на востоке посёлок Керзеньга.
Часовой пояс
Поташевская, как и вся Архангельская область, находится в часовой зоне МСК (московское время). Смещение применяемого времени относительно UTC составляет +3:00.

## Население
| 2002 | 2010 | 2012 |
| ---- | ---- | ---- |
| 0    | →0   | →0   |

## История
Близ деревни как минимум с 1656 года находилась Верхнепаденгская Николаевская пустынь с двумя деревянными церквями во имя иконы Пресвятой Богородицы Одигитрия и Николая Чудотворца покрытыми дертьем с берестой. В 1764 году монастырь был закрыт и на его месте образован приход.
В деревне находилась Никольская церковь Объект культурного наследия № 2900001393, построенная в 1797-1798 годах. В результате ремонта в 1852 году здание церкви было поставлено на валунный фундамент.  В 1875 году произведён ремонт с заменой значительного количества бревен. Тогда же окна её были расширены, а сама церковь обшита тёсом. В 1897-1898 годах в интерьере заменялись полы и печи. В советское время здание было покрыто новой двускатной крышей и использовалось как хозяйственная постройка. В настоящее время Никольская церковь утрачена. Вторая церковь погоста была перевезена в село Ивановское и использовалась в качестве гаража.
- Фото Никольской церкви в 1911 году

Указана в «Списке населённых мест по сведениям 1859 года» в составе Шенкурского уезда(1-го стана) Архангельской губернии под номером «2050» как «Поташевская». В деревне находилость волостное правление. Насчитывала 14 дворов, 62 жителей мужского пола и 75 женского.
В «Списке населенных мест Архангельской губернии к 1905 году» деревня Поташевская насчитывает 48 дворов, 133 мужчины и 138 женщин.  В административном отношении деревня входила в состав Поташевского сельского общества Верхопаденгской волости. Церковь и школа находились на расстоянии 1 версты от деревни, в погосте Николаевского прихода..
На 1 мая 1922 года в поселении 56 дворов, 123 мужчины и 158 женщин.